# Avers (numismatique)

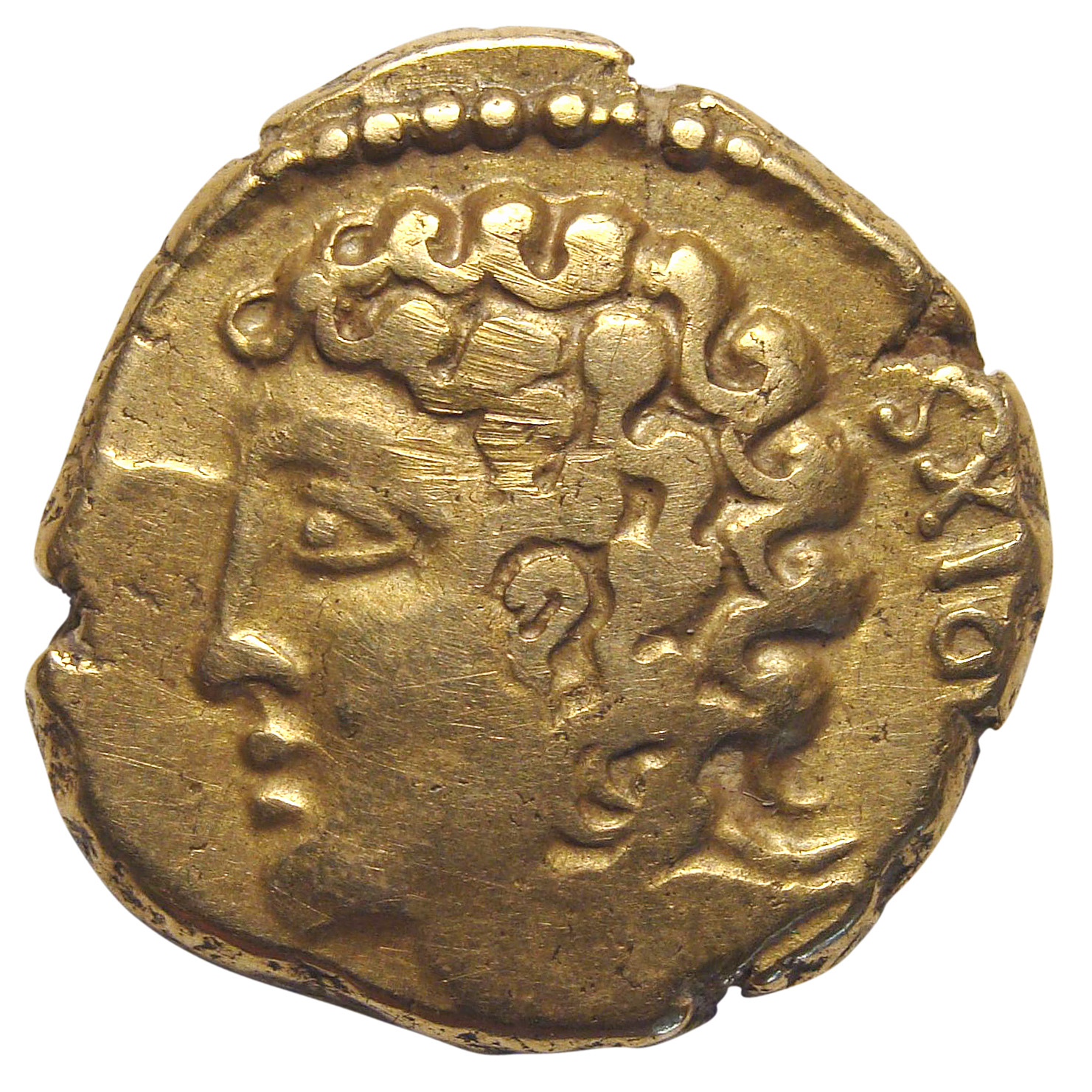
AVERS du statère de Vercingétorix (monnaie grecque en or ou en argent. Sert de modèle aux premières monnaies gauloises), frappé en 52 Guerre des Gaules, Or, diamètre 1,9 cm, musée des beaux-arts de Lyon.

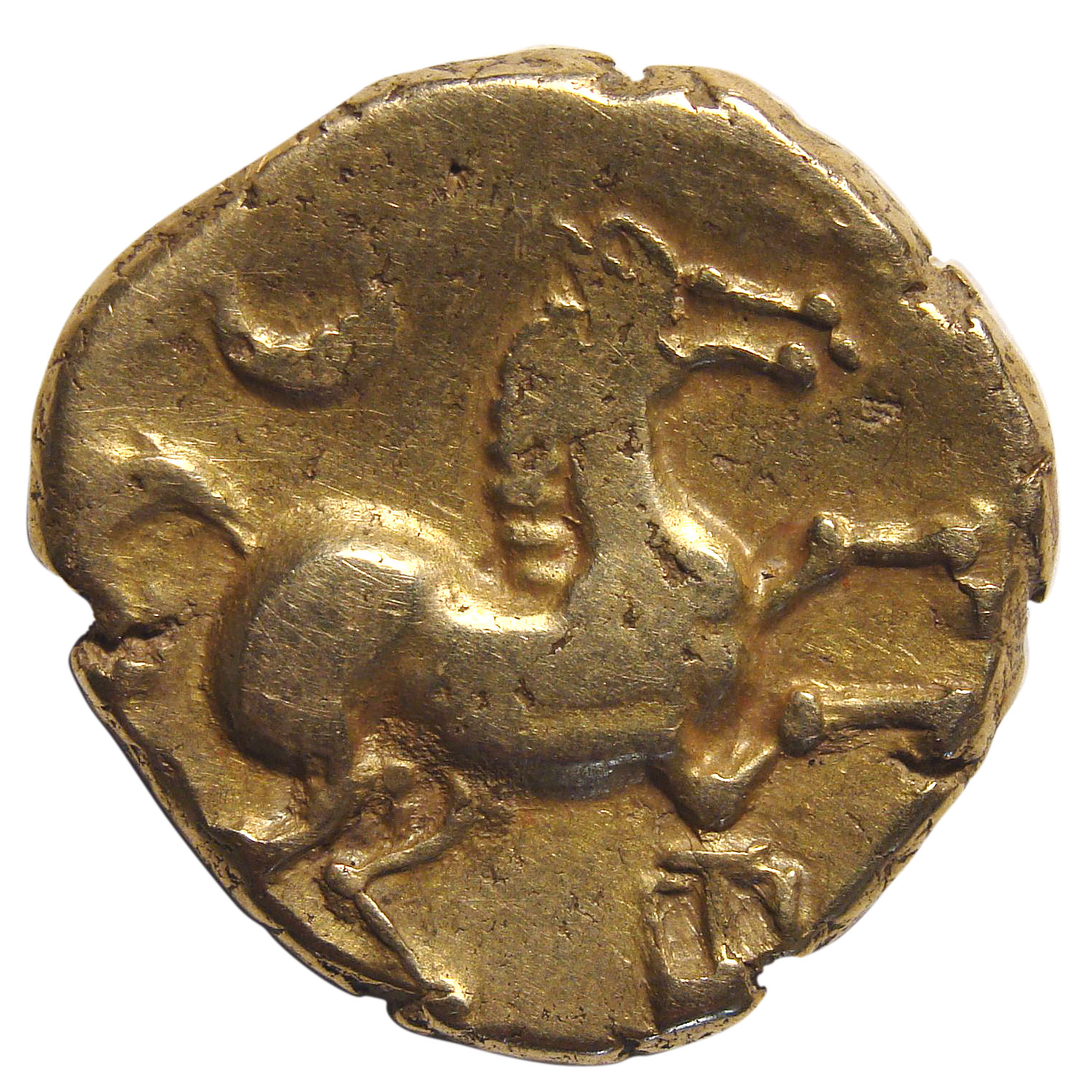
REVERS du statère de Vercingétorix, musée des beaux-arts de Lyon

Pour les articles homonymes, voir Avers et Face.
En numismatique, l'avers (ou le droit) est le côté de la monnaie portant l'effigie, ou le motif essentiel symbolisant l'autorité émettrice. En langage courant, il s’agit du côté face. L'opposé de l'avers est le revers.
L'avers présente le plus souvent un symbole de l'autorité qui frappe la monnaie : profil, blason, symbole fort, etc., et très rarement la valeur comptable de cette monnaie. Pour les pièces en euro, les avers sont propres à chaque pays émetteur, représentant donc de l'autorité gouvernementale, pour un même revers générique indiquant la valeur.

## Origine
Le mot avers désigne la face des objets numismatiques. Le substantif français « avers » est dérivé du latin adversus « tourné » et signifie « qui est en face ».
L'avers doit être mis en évidence lors de la description de la pièce. En même temps, dans la littérature numismatique spécialisée, il n'y a pas de consensus sur le côté de la pièce spécifique à considérer. Le principal critère sur cette question est l'indication de la banque émettrice. En cas d'absence, il est généralement admis de la déterminer par un certain nombre d'attributs. Les problèmes ne se posent pas sur les pièces portant l'image du monarque, qui détermine la face principale. Le côté avec une image allégorique, comme la « Liberté », ou le portrait du président dans les pays républicains, est aussi par définition le côté principal. Dans certains cas, il n'est pas possible de déterminer quel est le côté principal et quel est le côté secondaire.

## Utilisation
En numismatique, le terme « avers » (ou « droit », terme devenu désuet) désigne toujours l'endroit où figure l'expression du pouvoir sur une pièce de monnaie : cette convention remonte aux premières pièces de monnaie, qui étaient à l'origine, unifaces, frappées d'un seul côté du flanc.
Cependant, avec les frappes actuelles, les opinions divergent quant à savoir quel côté d'une pièce est l'avers et quel est le revers. Par exemple, les documents officiels, mais aussi les publications, désignent la face de valeur uniforme des pièces en euros, qui indique la valeur numérique et l'inscription euro ou euro cent, comme revers ou face européenne de la pièce, et la face d'image différente, qui présente le plus souvent des motifs à caractère symbolique national, comme avers ou face nationale,. Le problème de la classification est de plus en plus contourné par l'utilisation des termes face d'image et face de valeur, qui, dans le cas des pièces, peuvent généralement être clairement attribués.